# 阿拜昂環礁

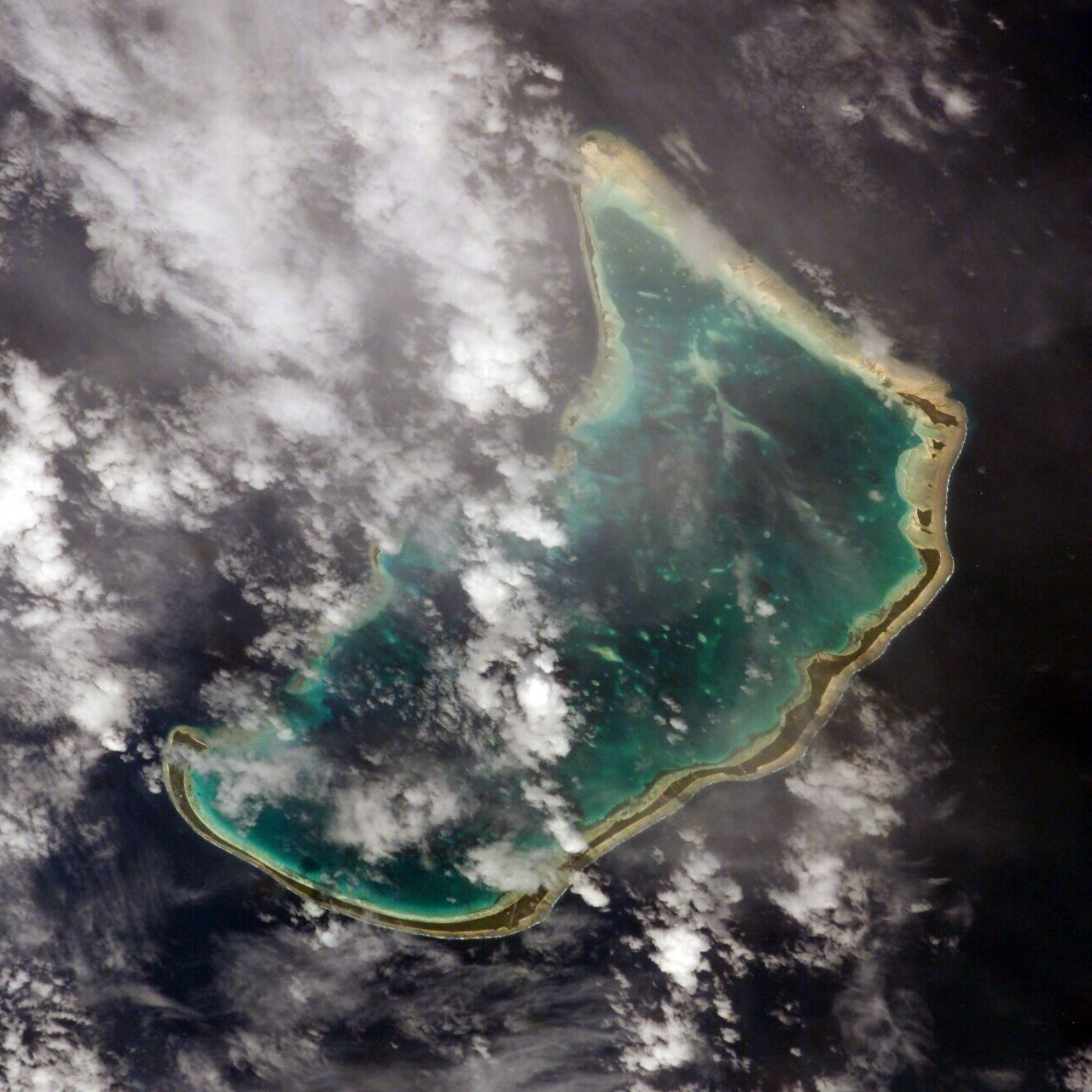

阿拜昂環礁是太平洋島國基里巴斯的環礁，屬於吉爾伯特群島的一部分，由30個島嶼組成，面積16平方公里，潟湖長26公里、寬8公里，島上有阿拜昂環礁機場。
2°00′N 173°00′E / 2.000°N 173.000°E